# Disjointed Memovision
Disjointed Memovision er en dansk eksperimentalfilm fra 1992, der er instrueret af Knud Vesterskov, Lars Beyer, Ulrik Al Brask efter manuskript af Knud Vesterskov.

## Handling
Fragmenterede huskebilleder fra dokumentarfilmens katakomber danner en rytmisk malmstrøm og skaber en ny erkendelse. Opløsningen af grænserne mellem film og video gennem den elektroniske bearbejdelse fører tilskurene ind i et univers af indtryk fra den kollektive underbevidsthed.